# سرت
سِرت مدينة ليبية ساحلية، تطل على البحر الأبيض المتوسط وتقع جنوب خليج سرت بين طرابلس وبنغازي، وتبعد عن طرابلس حوالي 450 كم شرقا.
اشتهرت بمعاركها وجماعاتها العرقية وولائها لمعمر القذافي، لمسقط رأسه فيها، كانت عاصمة ليبيا خلفًا لطرابلس بعد سقوط طرابلس من 1 سبتمبر 2011 إلى 20 أكتوبر 2011. تأسست المستوطنة في أوائل القرن العشرين من قبل الإيطاليين، في موقع قلعة بناها العثمانيون في القرن التاسع عشر، نمت لتصبح مدينة بعد الحرب العالمية الثانية. تجمع في طقسها بين الاعتدال البحري والطقس الصحراوي.
تطل مدينة سرت على الخليج المتفرع من البحر الأبيض المتوسط الذي عرف باسمها، خليج سرت الذي كان يعرف باسم «خليج السدرة» والذي شهد ابان الحرب الباردة مواجهات بين ليبيا وأميركا وقد أطلق على المدينة ابان فترة حكم القذافي اسم «الرِباط الأمامي» بعد هذه المواجهات، وسمّي خليج سرت وقتها للسبب ذاته باسم «خليج التحدي». وتعد مدينة سرت من المدن المهمة قديما، وكانت محطة مهمة على طريق القوافل بين برقة وطرابلس وبين أفريقيا.
باعتبارها مسقط رأس معمر القذافي، كانت سرت مفضلة من قبل حكومة القذافي.[بحاجة لمصدر] كانت المدينة آخر معقل رئيسي للموالين للقذافي في الحرب الأهلية الليبية وكان القذافي قُتل هناك على يد قوات المتمردين في 20 أكتوبر 2011. خلال المعركة، تركت سرت في حالة خراب شبه كاملة، مع تدمير العديد من المباني بالكامل. بعد ستة أشهر من الحرب الأهلية، عاد ما يقرب من 60 ألف نسمة، أي أكثر من 70 في المائة من سكان ما قبل الحرب.

## أصل التسمية
يطلق اسم سرت على المنطقة الممتدة على البحر الأبيض المتوسط بين العقيلة شرقا وبويرات الحسون غربا، بهذه المنطقة نشأت عدة مستوطنات فينيقية عرفت أحدها باسم «ايفورانتا ماكوماديس» ويبدو أنها أستوُطِنَتْ أثناء وعقب تلك الحقبة لوجود مقابر بها تعود إلى القرن الرابع الميلادي.
وخلال حكم الفاطميين أسسوا في القرن العاشر عشر الميلادي مدينة عرفت باسم «سرت»، وهي تقع الآن إلى الشرق من مدينة سرت الحالية وتعرف الآن باسم المْديّنة وتحتوي على متحف صغير بالقرب من آثار المدينة الفاطمية يضم بعض القطع الإسلامية.

## تاريخ سرت

### التاريخ المبكر
بُنيت مدينة سرت بالقرب من موقع المدينة الفينيقية ماكوميديس-يوفرانتا ، الذي كان موقعا مهمًا على الطريق على طول ساحل البحر الأبيض المتوسط. إنه آخر مكان تم تأكيده حيث تحدثت اللغة البونيقية في القرن الخامس الميلادي.لم يكن للمنطقة مركز إداري معترف به، وكان المكان موبوءا بقطاع الطرق لعدة قرون. في العصور الكلاسيكية، كان الساحل «يشكل خطرا على الشحن»، تسمى «إينوسبيتا سيرتيس» في إنيادة فيرجيل
وفي الفردوس المفقود لجون ميلتون يتحدث الكتاب الثاني من سطور 939-940 عن «مستنقع سيرتيس، لا بحر/ولا أرض جافة جيدة».

### التاريخ الحديث
في عام 1842، بنى العثمانيون حصنًا في «مرسى الزعفران» (ميناء الزعفران)، الذي أصبح يُعرف باسم قصر الزعفران (قلعة الزعفران)، ولاحقًا باسم قصر سرت. تم بناء القلعة في عهد السلطان عبد المجيد الأول كجزء من استعادة السيطرة العثمانية على طرابلس بعد سقوط الأسرة القرمانلية. نشأت مستوطنة سرت حول هذا الحصن، الذي استولت عليه الإيطاليون في عام 1912، وأصلحته.
اختيرت سرت كمركز إداري تحت الحكم الإيطالي. خلال حملة شمال أفريقيا في الحرب العالمية الثانية، لم تكن هناك أحداث جديرة بالملاحظة في هذا الموقع، الذي كان يوصف في ذلك الوقت بأنه «قرية عربية صغيرة رثة من أكواخ طينية، متجمعة على ضفاف مستنقع كريه الرائحة».
نمت القرية لتصبح بلدة بارزة بعد الحرب العالمية الثانية لسببين - اكتشاف واستغلال النفط القريب وولادة معمر القذافي عام 1942 في خيمة في قصر أبو هادي، حوالي 20 كيلومتر (12 ميل) جنوب سرت. أرسل إلى المدرسة الابتدائية بسرت وهو في العاشرة من عمره.

#### سرت في العصر الإسلامي
نشأت مدينة سرت في حوالي منتصف القرن الثامن الميلادي.
ذكر عدد من الرحالة والجغرافيين مدينة سرت كابن حوقل الذي قال عنها في القرن العاشر الميلادي: «وسرت مدينة ذات سور صالح كالمنيع من طين وطابية وبها قبائل من البربر، ولهم مزارع في نفس البرّ تُقصد نواحيها إذا مُطرت وتنتجع مراعيها. ولها من وجوه الأموال والغلات والصدقات في سائمة الإبل والغنم ما يزيد على حال أجدابيه ومالها في وقتنا هذا وبها نخيل تجتنى أرطابها وليس بها من القصب والتمر ما تذكر حاله لأنّ نخيلهم بقدر كفايتهم. ولهم أعناب وفواكه وأسعارهم صالحة على مرّ الأوقات. والمتّلي صدقاتهم وجباياتهم وخراجاتهم وما يجب على القوافل المجتازة بهم صاحب صلاتهم. واليه جميع مجارى أمر البلد والنظر فيه وفيما ورد إليه وصدر في استيفاء ضرائبه ولوازمه، واعتبار السجلات والمناشير بمواجب ما على الأمتعة وتصفّحها خوف الحيلة الواقعة دون الأداء عنه بأفريقية؛ ودخلها أوفر من دخل اجدابيه لما ذكرت. وهي عن غلوة سهم عن البحر في مستواة من رمل، وترد المراكب أيضا عليها بالمتاع وتصدر عنها بشيء منه كالشبّ السرتي، فإنّه بها غزير كثير، وبالصوف أيضا، ولحوم المعز أغذى فيها من الضأن وأنفع، وتقوم لحوم الضأن فيها مقام لحم المعز بغيرها لأنّها غير ملائمة لأهلها وللسافرة المجتازين من أجل مراعيها. وشِرب أهلها من ماء المطر المختزن في المواجل».
أما البكري فقال عنها في سنة 1068م أنها: «مدينة كبيرة على سيف البحر، عليها سور طوب وبها جامع وحمام وأسواق، ولها ثلاثة أبواب قبلي وجوفي وباب صغير إلى البحر ليس حولها أرباض، ولهم نخل وبساتين وآبار عذبة وجباب كثيرة، ذبائحهم المعز ولحمانها عذبة طيبة، ليس يؤكل بطريق مصر أطيب من لحومها».
وذكر الإدريسي في سنة 1068م في كتابه نزهة المشتاق أن عمرانها ضغف، أما ابن سعيد المغربي فقال عنها في سنة 1240م أنها لم تعد سوى قصر يقيم به بعض العرب، وقد هجر هذا القصر بعد ذلك وأصبحت مدينة سرت أطلالا من غير ساكن.
وتقع آثارها اليوم التي تعرف بالمدْيّنة على بعد 55 كم إلى شرق من مدينة سرت الحالية، وعلى بعد 5 كم من قرية سلطان من الغرب، وتبعد عن ساحل خليج سرت 600 متر، وشمال الطريق الساحلي بمسافة 800 متر. وتتخذ آثار المدينة الشكل البيضاوي الغير منتظم بقياس يصل إلى 500 متر من الشرق إلى الغرب و 450 متر من الشمال إلى الجنوب، وهي تغطي مساحة قدرها 184 ألف متر مربع، وهي محاطة بسور يبلغ طوله 1750 متراً، وقربها متحف صغير يضم بعض القطع الآثرية الإسلامية.

#### خراب المدينة
بعد خراب مدينة سرت أصبح اسم سرت يطلق على المنطقة الممتدة على البحر الأبيض المتوسط بين العقيلة شرقا والهيشة غربا، وقد ذكر الرحالة أبو سالم العياشي في رحلته أثناء مروره بسرت في عام 1072 هـ (1662م) أن سرت تحت حكم عبد الرحمن الجبالي المقلب بـ (سيد روحه). وقد تمكنت قبائل أولاد سليمان بمساعدة قبائل المحاميد في بداية القرن الثامن عشر من السيطرة على إقليم سرت وإنهاء سيطرة آل الجبالي عليه الذين هاجروا الي الفيوم بمصر. شهدت صراع دامي وطويل بين قبائل أولاد سليمان ومن في صفهم كالقذاذفة وورفلة والجماعات والعمامرة ضد الولاة الاتراك.

#### سرت الحالية
أنشئت مدينة سرت الحالية في عام 1885-1886 ميلادية (1303 هـ)، خلال ولاية الوالي «أحمد راسم باشا» على «طرابلس الغرب»، حسب سالنامة ولاية طرابلس الصادرة في سنة 1894 ميلادية.
وحسب سالنامة فإن الإنشاءات الأولى كانت: «دائرة حكومية تحتوي على سبع غرف، ودائرة أخرى لعائلات المأمورين فيها ست غرف فوقانية وتحتانية، مع ما يلزمها من المشتملات، وكاوش يستوعب بلوكا من العساكر الشاهانية، وإصطبل لأجل حيوانات السواري، وفتدق وعدة دكاكين، وفرن وطاحونة.»
وقد تولى إنشاءها قائم مقام قضاء سرت «عمر باشا المنتصر» الذي تولى منصبه في سنة 1879 ميلادية استمر في منصبه نحو 30 سنة أشرف فيها على تأسيس المدينة، ووطن بها من يرغب من قبائل البادية منهم (العمامرة والهماملة والورفلة والقذاذفة والفرجان ومعدان وقماطة ولحسون وأولاد سليمان والجماعات والمزاوغة والربايع والمشاشي وأولاد وافي والمغاربة والهوانة والزياينة وغيرهم)، كما انتقل إليها عدد من العائلات من مصراتة، وأسس بها في سنة 1898م «جامع بن شفيع»، والذي يعد اليوم أهم المعالم القديمة بمدينة سرت، وقد عرفت بهذا الاسم نسبة إلى الشيخ محمد علي بن أحمد الشفيع السناري الذي تولى امامته وحتى وفاته.
تعتبر مدينة سرت الآن من المواقع المهمة حيث تحتل موقعا متوسطا بين شرق ليبيا وغربها، وهي في نفس الوقت تعتبر بوابة للمناطق الداخلية بفزان، ويمكن اتخاذها قاعدة للانطلاق إلى الواحات التي تقع إلى الشرق والجنوب.

#### الاحتلال الإيطالي
قام الإيطاليون باحتلال مدينة سرت في 31 ديسمبر 1912م، وهي شاهد على أحداث تاريخية هامة فقد وقعت فيها ماقد تعتبر أهم معركة ضد الإيطاليين في 29 ابريل 1915 وهي معركة القرضابية الشهيرة والتي اتحد فيها كل الليبيين والتي هزم فيها الإيطاليون بقيادة الجنرال أمياني وفيها عقد أول مؤتمر للوحدة الوطنية في يوم السبت 22 يناير 1922 أيام الجهاد ضد الغزو الإيطالي لليبيا.

#### في العهد االسنوسي
كانت سرت في العهد السنوسي ضمن لإقليم طرابلس، وقد بدأت الخدمات الرئيسية والأساسية في سرت بتلك الحقبة.

#### عهد القذافي

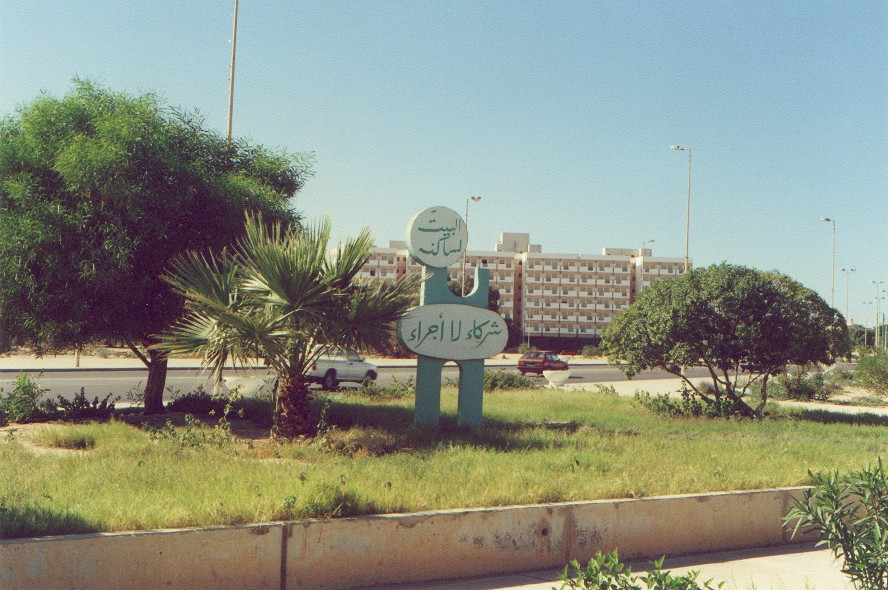
ميدان في مدينة سرت

بعد إنقلاب 1969 ، أو ما يسمى ثورة الفاتح من سبتمبر حضيت سرت بعناية فائقة من نظام الجماهيرية وذلك يعود إلى أنها مسقط رأس الزعيم معمر القذافي وخلال العقود الأربعة حول القذافي سرت إلى معرض للثورة المزعومة، حيث نفذ برنامجًا واسعًا من الأشغال العامة لتوسيع القرية السابقة إلى مدينة صغيرة.[بحاجة لمصدر]
فبدأ بمشروعات البنية التحتية وتأسيس جامعة التحدي في عام 1991 في المدينة التي ازدهرت بها حركة التعمير وانتشرت المباني الحديثة. كما اكتسب ميناء سرت أهمية أكبر مع تطور استخراج النفط البحري.
وفي المدينة «مركز واغادوغو» للمؤتمرات ذات القاعات الرخامية والتي تعد أكبر قاعة للمؤتمرات في ليبيا، ومن أهم المراكز في المنطقة، وفيه اعتاد معمر القذافي استقبال ضيوفه نظراءه من زعماء العالم. وهناك أيضاً مجمع من الخيم على شاطئ البحر التي استخدمت للترفيه عن كبار الشخصيات الزائرة. وهي بنيت على الأرجح من خيام متنقلة متطورة للغاية، من النوع الذي استخدمه القذافي في أسفاره.[بحاجة لمصدر]
وتحدث معمر القذافي عن تحويل سرت إلى عاصمة، طالباً من وزرائه -باستثناء الخدمات الخارجية- بنقل مقارهم إليها، وبعد عام 1988، تم نقل معظم الدوائر الحكومية والبرلمان الليبي (مؤتمر الشعب العام) من طرابلس إلى سرت، على الرغم من أن طرابلس ظلت رسميًا عاصمة البلاد. لكن غالبية العمل المدني بقي عملياً في طرابلس.
في أواخر التسعينات من القرن العشرين، اقترح القذافي فكرة إنشاء «الولايات المتحدة الأفريقية» بالإضافة إلى أن تكون سرت كمركز إداري له. وفي عام 1999 شهدت المدينة أهم حدثين في تاريخها هما: توقيع إعلان سرت في المدينة من قبل منظمة الوحدة الأفريقية في مؤتمر استضافه القذافي، والذي أنشئ بموجبه الاتحاد الأفريقي في 9 سبتمبر من العام نفسه، بمجمّع «قاعات واقادوقو»، الذي هو من معالمها الشهيرة. وتوقيع اتفاق سلام البحيرات العظمى.
وكانت تعقد فيها بشكل دوري اجتماعات مؤتمر الشعب العام الليبي، وتنظم فيها المؤتمرات الدولية ومؤتمرات القمة. وقد رشحت وقتها لاستضافة بعض مقار الاتحاد الأفريقي الوليد. كما عقدت في قاعات واقادوقو بسرت القمة العربية الثانية والعشرون. واختيرت كعاصمة للثقافة العربية في عام 2011.
تم الإعلان عن خطط طموحة لبناء مطار دولي وميناء ججديدين في عام 2007.
وفي ذات العام، استضيفت أيضا محادثات في سرت للوساطة لتوقيع اتفاقية سلام بين حكومة السودان والفصائل المتحاربة في دارفور.
وفي 2008، فازت مؤسسة بناء السكك الحديدية الصينية بمقدار 2.6 مليار دولار في ليبيا لبناء سكة حديد ساحلية من الغرب إلى الشرق بمسافة 352 كـم (219 ميل) من الخمس إلى سرت وسكة حديد من الجنوب إلى الغرب بمسافة 800 كـم (500 ميل) لنقل خام الحديد من المدينة الجنوبية سبها إلى مصراتة.

#### الحرب الأهلية الليبية (2011) أو ثورة 17 فبراير
في 5 مارس 2011، قالت القوات المناهضة للقذافي إنهم كانوا يستعدون للاستيلاء على المدينة. ومع ذلك، في 6 مارس، توقف تقدم المتمردين خلال معركة بن جواد الأولى قبل وصولهم إلى سرت. شنت القوات الحكومية هجومًا مضادًا لاستعادت رأس لانوف واستمر في التقدم حتى ضواحي العاصمة الفعلية للمتمردين بنغازي. وبموجب قرار مجلس الأمن التابع للأمم المتحدة رقم 1973 ، تدخلت عدة دول غربية وعربية بضربات جوية وصاروخية، مما قلب المد مرة أخرى لصالح المتمردين. في 28 مارس، ذكرت قناة الجزيرة أن قوات المتمردين قد استولت على سرت بين عشية وضحاها دون مقاومة تذكر، لكن وكالات إخبارية أخرى ذكرت فيما بعد أن المتمردين وقوات القذافي كانوا يقاتلون على الطريق بين بن جواد وسرت. بحلول 30 مارس، أجبر الموالون للقذافي المتمردين على الخروج من بن جواد ورأس لانوف وأزالوا مرة أخرى التهديد الفوري بالهجوم على سرت.
في أغسطس، واجهت المدينة تهديدًا أكثر خطورة من المتمردين حيث تدهور موقف الموالين بسرعة، حيث حقق المتمردون مكاسب على جبهات متعددة. كما تعرضت طرابلس للهجوم، قامت قوات متمردة أخرى متمركزة في بنغازي بخرق الجمود العسكري في الصحراء الشرقية، حيث بدأت البريقة ورأس لانوف. في الوقت نفسه، اندفع المتمردون في مصراتة شرقًا على طول الساحل باتجاه سرت، التي واجهت بعد ذلك حركة كماشة من المتمردين على جبهتين. في 24 أغسطس، تم الإبلاغ عن وجود وحدات متمردة 56 كـم (35 ميل) من المدينة. في 27 أغسطس، استعاد المتمردون السيطرة على بن جواد - على بعد حوالي 150 كم شرقًا. كما أفادت التقارير أن المجلس الوطني الانتقالي يجري مفاوضات مع شخصيات قبلية من المدينة لاستسلامها لقوات المتمردين.
في خطاب إذاعي بتاريخ 1 سبتمبر 2011، أعلن القذافي سرت العاصمة الجديدة لـ الجماهيرية العربية الليبية الشعبية الاشتراكية العظمى، لتحل محل العاصمة السابقة طرابلس، التي استولى عليها المتمردون.
القوات المناهضة للقذافي حاصرت المدينة خلال سبتمبر 2011 وبدأت معركة طويلة وصعبة هناك، على أمل إنهاء الحرب. في 20 أكتوبر / تشرين الأول، بعد تكبد خسائر جسيمة خلال الحصار الذي استمر أكثر من شهر، شن مقاتلو المجلس الوطني الانتقالي هجومًا كبيرًا وسيطروا على آخر منطقة متبقية من سرت، «الرقم الثاني»، التي كانت في أيدي الموالين للنظام. حاول معمر القذافي الفرار من المدينة، لكنه أصيب وأسر من قبل المقاتلين. و قتل في الأسر بعد أقل من ساعة.
تعرضت مدينة سرت لأضرار جسيمة خلال شهر من القتال العنيف الذي سبقته غارات جوية من الناتو طوال الحرب، واعتُبر أنها تعرضت لأكبر قدر من الأضرار التي تعرضت لها أي مدينة ليبية خلال الحرب الأهلية. تعرض العديد من المنازل للنهب السرقة من قبل المقاتلين، مما أغضب السكان بمن فيهم الموالون للقذافي والمتعاطفون مع الثورة. كما تعرضت العديد من الشوارع والمباني للفيضانات حيث دمرت أنابيب المياه، رغم أنه لم يتضح من قام بتدميرها. دمرت نيران المدفعية والانفجارات معالم مثل مركز مؤتمرات واغادوغو، الذي أصبح قلعة مرتجلة للمدافعين عن المدينة خلال المعركة. وصف عدد من السكان والمقاتلين الليبيين المدينة بأنها لا يمكن التعرف عليها بعد أسابيع من الحصار.

#### سرت بعد ثورة 17 فبراير

##### ما بعد الحرب
في أبريل 2012، بعد ستة أشهر تقريبا من الحرب الأهلية، عاد أكثر من 70 في المائة من السكان إلى سرت. بدأ إعادة بناء المدينة، على الرغم من أن الذخائر غير المنفجرة لا تزال تشكل مخاطر كبيرة على المدنيين. في فبراير 2012، قال بعض السكان المحليين إنهم شعروا بالتخلي من المجلس الوطني الانتقالي (NTC)، لكن الحكومة الجديدة وعدت بإعادة بناء المدينة ونائب رئيس الوزراء مصطفى أبو شاقور أصر على أن هذا سيحدث تم إعادة بناء بعض المباني المحلية في عامي 2012 و 2013 لكن إعادة بناء الخدمات البلدية لم تبدأ حتى بدأ مشروع إعادة الإعمار بقيمة 9 ملايين دينار ليبي في عام 2014.
في 25 ديسمبر 2014 شنت ميليشيات فجر ليبيا المحسوبة على مصراتة رفقة عناصر من جماعة أنصار الشريعة هجوماً على الكتيبة 136 مشاة التابعة للجيش الليبي والمعروفة باسم (الجالط) والتي يعود الكثير من منتسبيها لقبيلة الفرجان بالمنطقة أثناء حراسة المحطة البخارية لتوليد الكهرباء غربي سرت.
وفي 20 مارس 2015 أعلنت ميليشيا فجر ليبيا سحب عناصرها من سرت واعادتها إلى مصراتة.

##### إحتلال تنظيم الدولة الإسلامية
خلال الحرب الأهلية الليبية التي تلت هذه الثورة وأدت إلى تآكل السيطرة الإقليمية للمؤتمر الوطني العام (الذي خلف المجلس الوطني الانتقالي) والمؤتمر الوطني العام الجديد واللذان كانا داعمين محليا لتنظيم الدولة الإسلامية، الذي سبق وأن استولى في السابق على مدينة درنة الساحلية، وأطلق التنظيم هجوما في مارس 2015 لإحتلال سرت، والتي كانت تسيطر عليها قوة درع ليبيا، ميليشيا مرتبطة بالمؤتمر الوطني العام الجديد. في يونيو 2015 أعلن تنظيم الدولة الإسلامية (داعش) سيطرته الكاملة على سرت ومحيطها بعد مقاومة من أهالي المدينة، بما في ذلك سيطرته على مطار المدينة ومشروع النهر ولاحقاً المحطة البخارية غربي المدينة طارداً من كان بالمحطة من عناصر فجر ليبيا. وقد قصفت طائرات حربية ليبية مواقع داعش مرات عدة في المدينة.
وبعد تشكيل حكومة جديدة مقرها طرابلس، أطلقت حكومة الوفاق الوطني عملية هجوم مدعومة من الأمم المتحدة في مايو 2016، وعرفت العملية باسم عملية البنيان المرصوص، لاستعادة سرت بعد شهرين من التطورات، سيطرت القوات الموالية للحكومة على مقر داعش في سرت في 10 أغسطس 2016،  على الرغم من أن جيوب المقاومة لداعش استمرت في إطالة القتال حتى نهاية العام. كانت سرت تحت سيطرة حكومة الوفاق الوطني بحلول 6 ديسمبر 2016 وكان العامل المساهم لاستعادة المدينة هو أكثر من 400 جارة جوية تنظمها القيادة العسكرية الأمريكية في إفريقيا ضد مواقع داعش خلال معركة الأشهر الطويلة. توفي ما يقرب من 700 من مقاتلي ليبيا المواليين للحكومة و 2000 مقاتل موالي لداعش في سرت بين مايو ونوفمبر 2016.

### الحرب الأهلية الليبية الثانية
الجيش الوطني الليبي خاض معركة مع حكومة الوفاق الوطني ودخل المدينة في 6 يناير 2020.
قوات حكومة الوفاق الوطني شنت هجومًا للسيطرة على سرت من الجيش الوطني الليبي في 6 يونيو 2020.
اقترحت قوات الجيش الوطني الليبي وقف إطلاق النار بدعم من مصر. ومع ذلك، رفضت حكومة الوفاق الوطني وقف إطلاق النار عند دخولهم لسرت. وعلى الرغم من ذلك، تم إحباط الهجوم في اليوم التالي، مما أدى إلى انتقام الجيش الوطني الليبي بشن غارات جوية من طائرات ميج-29 على قافلة تركية ضخمة من القوات العسكرية وقوات حكومة الوفاق الوطني المتجهة إلى سرت، مما أدى إلى تدميرها وتسبب في خسائر فادحة في صفوف حكومة الوفاق الوطني وربما الأتراك.

## المناخ
| الشهر                                                                         | يناير       | فبراير      | مارس        | أبريل       | مايو        | يونيو       | يوليو       | أغسطس       | سبتمبر      | أكتوبر      | نوفمبر      | ديسمبر      | المعدل السنوي |
| ----------------------------------------------------------------------------- | ----------- | ----------- | ----------- | ----------- | ----------- | ----------- | ----------- | ----------- | ----------- | ----------- | ----------- | ----------- | ------------- |
| الدرجة القصوى °م (°ف)                                                         | 35 (95)     | 41 (106)    | 38 (100)    | 40 (104)    | 44 (111)    | 45 (113)    | 43 (109)    | 44 (111)    | 43 (110)    | 41 (105)    | 38 (100)    | 29 (84)     | 45 (113)      |
| متوسط درجة الحرارة الكبرى °م (°ف)                                             | 18.3 (64.9) | 19.5 (67.1) | 21.1 (70.0) | 23.7 (74.7) | 26.2 (79.2) | 28.7 (83.7) | 29.2 (84.6) | 30.6 (87.1) | 30.0 (86.0) | 27.5 (81.5) | 23.8 (74.8) | 19.8 (67.6) | 24.9 (76.8)   |
| متوسط درجة الحرارة الصغرى °م (°ف)                                             | 9.0 (48.2)  | 10.0 (50.0) | 11.7 (53.1) | 14.4 (57.9) | 16.9 (62.4) | 19.8 (67.6) | 21.4 (70.5) | 22.4 (72.3) | 21.4 (70.5) | 18.6 (65.5) | 14.2 (57.6) | 10.4 (50.7) | 15.9 (60.5)   |
| أدنى درجة حرارة °م (°ف)                                                       | 0 (32)      | 0 (32)      | 7 (45)      | 9 (48)      | 9 (48)      | 13 (55)     | 17 (63)     | 15 (59)     | 17 (63)     | 12 (53)     | 3 (37)      | 1 (34)      | 0 (32)        |
| الهطول مم (إنش)                                                               | 38.4 (1.51) | 18.9 (0.74) | 15.7 (0.62) | 4.1 (0.16)  | 2.3 (0.09)  | 0.8 (0.03)  | 0 (0)       | 0 (0)       | 11.0 (0.43) | 32.9 (1.30) | 27.6 (1.09) | 39.6 (1.56) | 191.3 (7.53)  |
| متوسط أيام هطول الأمطار                                                       | 6.9         | 3.8         | 3.4         | 1.4         | 1.0         | 0.6         | 0           | 0           | 1.3         | 4.4         | 4.7         | 5.8         | 33.3          |
| متوسط الرطوبة النسبية (%)                                                     | 69          | 67          | 68          | 69          | 72          | 73          | 76          | 75          | 74          | 71          | 67          | 67          | 71            |
| المصدر #1: الخدمة العالمية لمعلومات الطقس (متوسط درجات الحرارة وهطول الأمطار) |             |             |             |             |             |             |             |             |             |             |             |             |               |
| المصدر #2: قاعدة الطقس (سجل درجات الحرارة والرطوبة)                           |             |             |             |             |             |             |             |             |             |             |             |             |               |

## السكان
يمتهن سكان سرت تربية الإبل والضأن والماعز كأنشطة رئيسة للسكّان، بالإضافة إلى بعض الانشطة الزراعية الأخرى وبعض المهن الحرفية. وتعتبر من أكبر مناطق ليبيا من حيث عدد رؤوس الماشية (580 ألف رأس).[بحاجة لمصدر]
ويعتبر معمر القذافي أشهر شخصية تنتمي إلى هذه المدينة، فهي مسقط رأسه حوالي 1942 ومكان مقتله على يد من عرفوا باسم «الثوار الليبيين» 20 أكتوبر 2011. ومنذ وصوله إلى السلطة في 1969 اكتسبت اهمية خاصة. حيث نقلت إليها معظم الوزارات في فترة الثمانيات والتسعينات وبني فيها مجموعة من المباني الحديثة أهمها قاعة واقادوقو الضخمة للمؤتمرات. وهي مسقط رأس أحمد سيف النصر أحد قادة المقاومة الليبية ابان فترة الغزو الإيطالي ومسقط رأس ومدفن الولي «سيدي بن همال» ذائع الصيت في المنطقة وماحولها.

## أهم المشاريع والمنشات
- من آثارها القديمة بقايا المسجد الفاطمي، وهي الآن مدينة حديثة تتوافر فيها شبكات الطرق الحديثة والمجمعات السياحية والاسترحات.
- تعتبر المدينة الواقعة على البحر الأبيض المتوسط رابطا رئيسا لخطوط المواصلات بين شمال البلاد وجنوبها، فالمدينة الواقعة شمالا في منتصف الساحل الليبي تقريبا يربطها طريقا رئيسا يمكن الوصول منه إلى آخر نقطة مأهولة في الجنوب.
- تضم «مجمع الأمانات» سابقاً وهو مركب إداري يشمل قصر المؤتمرات الضخم ومقار بعض الوزارات. والمقر الرئيسي لمؤتمر الشعب العام (البرلمان السابق).

يلتقي عندها أنبوبي النهر الصناعي القادم من واحات السرير والكفرة والآخر القادم من جبل الحساونة ليشكلا أطول وأضخم شبكة لنقل المياه في العالم من صنع الإنسان عرفها التاريخ. ويتجمّع الماء القادم في بحيرتين صناعيتن معلقتين سعة الأولى أربعة ملايين متر مكعب، وسعة الثانية سبعة عشر مليون مترا مكعبّا. وبها جامعة سرت.

## التوأمة
- وجدة